# Brett Anderson (álbum)
Brett Anderson é o álbum de estreia do cantor Brett Anderson, vocalista da banda de rock Suede. Lançado em 2007, foi elaborado juntamente com o disco de estreia do The Tears, banda que formou com Bernard Butler. O projeto recebeu avaliações mistas da mídia especializada.

## Faixas
Todas as composições são de Brett Anderson e Fred Ball, exceto onde anotado..
1. "Love Is Dead" – 3:31
2. "One Lazy Morning" – 3:20
3. "Dust and Rain" – 3:01
4. "Intimacy" (Anderson) – 2:48
5. "To the Winter" – 3:57
6. "Scorpio Rising" (Anderson) – 4:01
7. "The Infinite Kiss" – 4:08
8. "Colour of the Night" – 2:18
9. "The More We Possess the Less We Own of Ourselves" – 3:33
10. "Ebony" (Anderson) – 2:32
11. "Song for My Father" – 5:17